# Verts pour une gauche alternative
Pour les articles homonymes, voir Véga (homonymie).
Ne doit pas être confondu avec Mouvement VEGA ou Coopérative politique VEGA.
Les Verts pour une gauche alternative (VEGA), fondés en 1986, était un mouvement politique belge francophone issu de la scission d'une partie de l'aile gauche d'Ecolo en mai 1986, à la suite de l'assemblée fédérale de Neufchâteau-Virton où la ligne politique des amis de Paul Lannoye, le « ni gauche ni droite » et le refus d'écarter l'hypothèse d'une coalition à la Région wallonne avec les libéraux et les sociaux-chrétiens plutôt qu'une coalition de gauche avec les socialistes et les communistes, l'avait emporté. Une partie des militants bruxellois fit scission et forma VEGA, d'autres comme le député Olivier Deleuze démissionnèrent sans rejoindre d'autre mouvement. 

## Résultats électoraux
VEGA ne réussit jamais à percer électoralement, n'obtenant sous l'étiquette «Les Verts» qu'une élue communale à Uccle en octobre 1988, Annick Bernard, à laquelle succéda Marc De Brouwer, qui décida quatre ans plus tard de siéger comme écologiste indépendant. La liste concurrente officielle d'Ecolo, comprenant également des candidats d'Agalev et de Solidarité et participation, avait été autorisée par la justice de paix à se présenter sous le sigle V.E.R.T.S. (Vers une Écologie Radicale, Tendre et Sympathique).
Lors des premières élections régionales bruxelloises en juin 1989, VEGA tenta à nouveau de présenter une liste sous le sigle VERTS, mais Ecolo, qui avait entretemps enregistré le sigle, déposa plainte et la liste dut porter la dénomination VERS-GA. Elle était emmenée par la seule personnalité membre de ce parti, la philosophe Isabelle Stengers. Elle obtint 2 558 voix, soit 0,58 % des suffrages, et aucun siège, le plus petit parti ayant obtenu un siège étant Agalev avec 4 821 voix (1,1 %).
Aux élections législatives fédérales de 1991, des candidats VEGA figurent en tant qu'indépendants sur la liste du Parti ouvrier socialiste (trotskyste).
En 1994-1995, VEGA fut, sous la direction de Mathieu Desclin, une des organisations constituantes du mouvement Gauches unies (GU). Par la suite, d'anciens membres de VEGA figurent parmi les fondateurs d'Une autre gauche (UAG), initiative de même nature que GU.
En octobre 1995, alors que VEGA n'avait quasiment plus d'activités, l'organisation était encore fichée par la gendarmerie belge comme « organisation subversive ».
En 2012, un nouveau mouvement politique s'est créé à Liège et a présenté une liste aux élections communales sous l'appellation Coopérative politique VEGA.
En 2013, le sigle a été repris par le Mouvement VEGA, mouvement politique issu alors de la coopérative VEGA liégeoise, avec des militants venus d'autres organisations, sous la houlette de l'ancien député Ecolo Vincent Decroly, qui avait été un proche de Paul Lannoye à l'époque où ils ont fondé Ecolo.